# Самозарубка

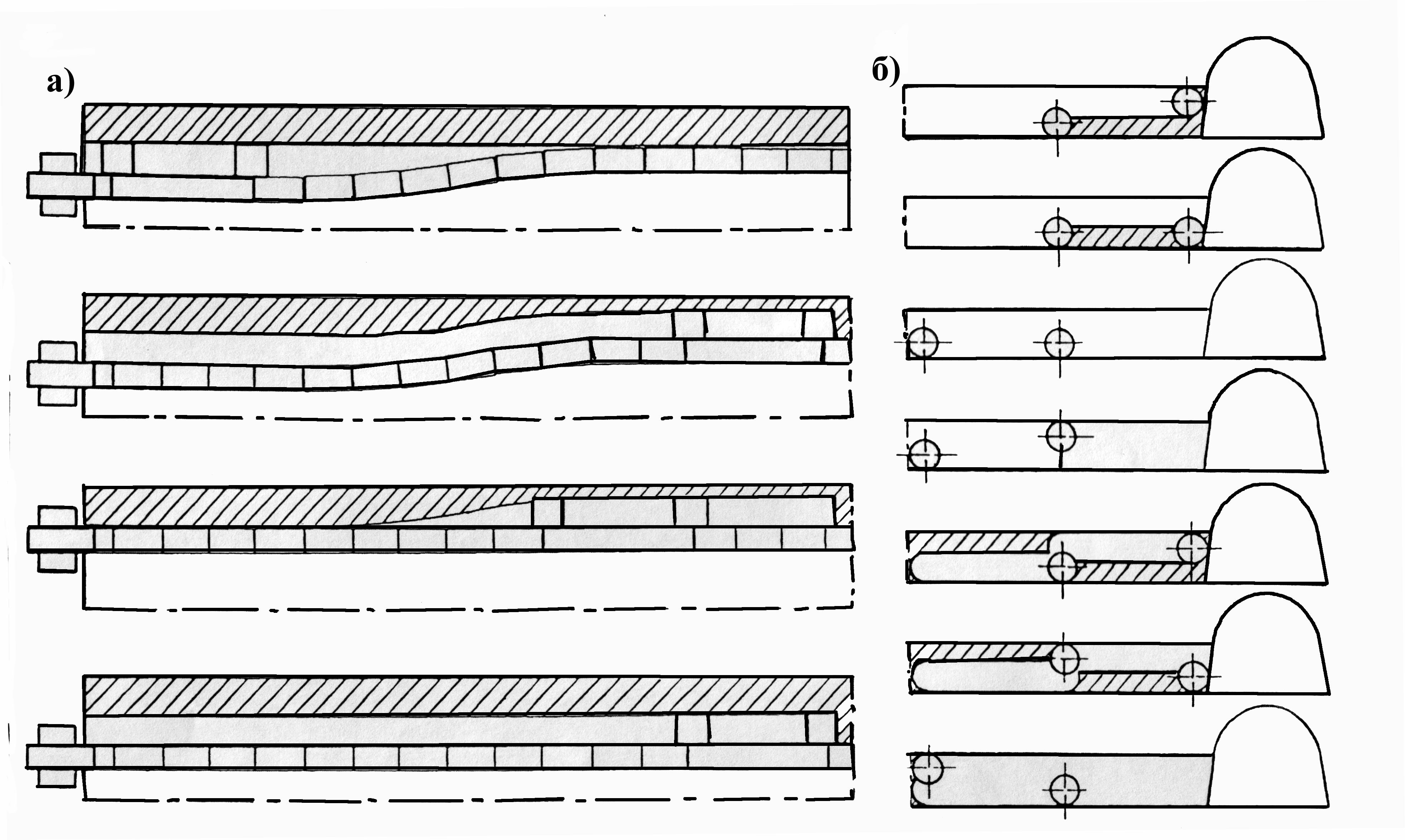
Рис. — Способи самозарубки очисними комбайнами: а — косими заїздами; б — фронтальна (лобова) самозарубка.

Самозарубка очисними комбайнами — технологічна операція в гірництві, відповідна механізованій підготовці ніші для розміщення комбайна на новій машинній дорозі за допомогою виконавчих органів цього комбайна.
Застосовують два способи самозарубки — косими заїздами (Рис. а) і фронтальну або лобову (Рис. б). Фронтальна самозарубка, на відміну від способу косих заїздів, здійснюється на досить короткій ділянці лави і тому оголюється порівняно невелика площа покрівлі, що дуже важливо при нестійких породах покрівлі. Однак при її виконанні необхідно, щоб напірні зусилля гідродомкратів пересування вибійного конвеєра, що входять до складу механізованого кріплення очисних комплексів, були достатніми для цієї операції. Найбільш прийнятний спосіб самозарубки вибирають, виходячи з аналізу сукупності гірничо-геологічних і гірничотехнічних умов очисної дільниці.